# Beta Disk Interface

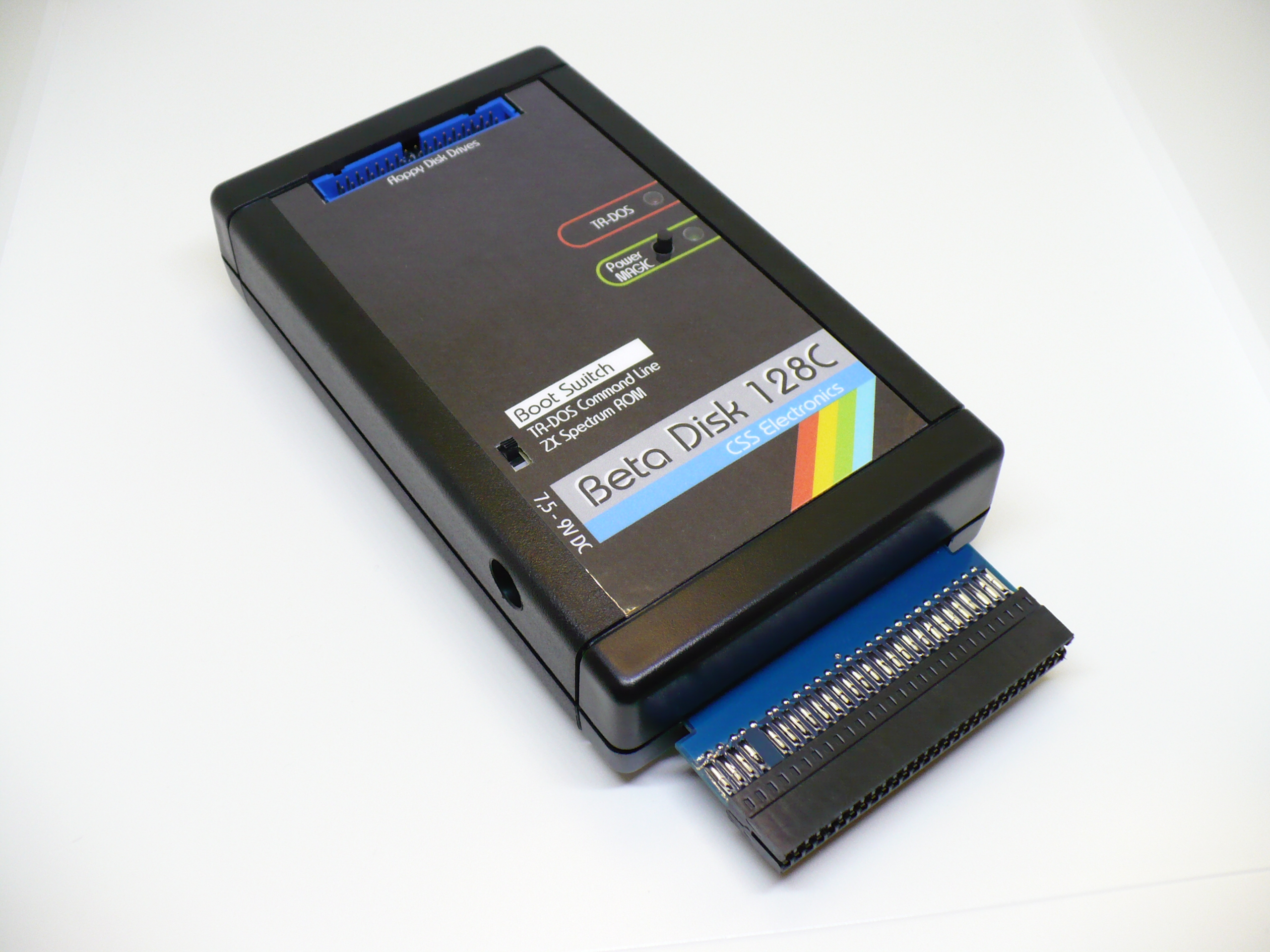
Český klon z roku 2018

Beta Disk Interface je řadič disketových jednotek pro počítače Sinclair ZX Spectrum vyvinutý britskou společností Technology Research Ltd. K řadiči je možné připojit až čtyři disketové jednotky 5,25" nebo 3,5". Po vzniku počítačů Sinclair ZX Spectrum 128+ vznikla verze Beta 128 Disk Interface. Beta Disk Interface je součástí některých ruských klonů počítače Sinclair ZX Spectrum, např. Pentagon, Scorpion ZS-256.
Německá společnost Midas vyráběla pod názvem Gammadisk Beta Disk Interface rozšířený o port pro tiskárnu a port pro Kempston joystick.

## Ovládání zařízení
Operačním systémem Beta Disk Interface je TR-DOS. Beta Disk Interface je možné ovládat dvěma způsoby, buď pomocí vlastního příkazového editoru, do kterého je možné vstoupit příkazem RANDOMIZE USR 15360, nebo z Basicového editoru pomocí příkazové konstrukce RANDOMIZE USR 15363: REM: příkaz. U Beta 128 Disk Interface jsou změněny adresy na RANDOMIZE USR 15616 a RANDOMIZE USR 15619: REM: příkaz. Díky této konstrukci příkazů je Beta Disk Interface kompatibilní se ZX Interface 1.

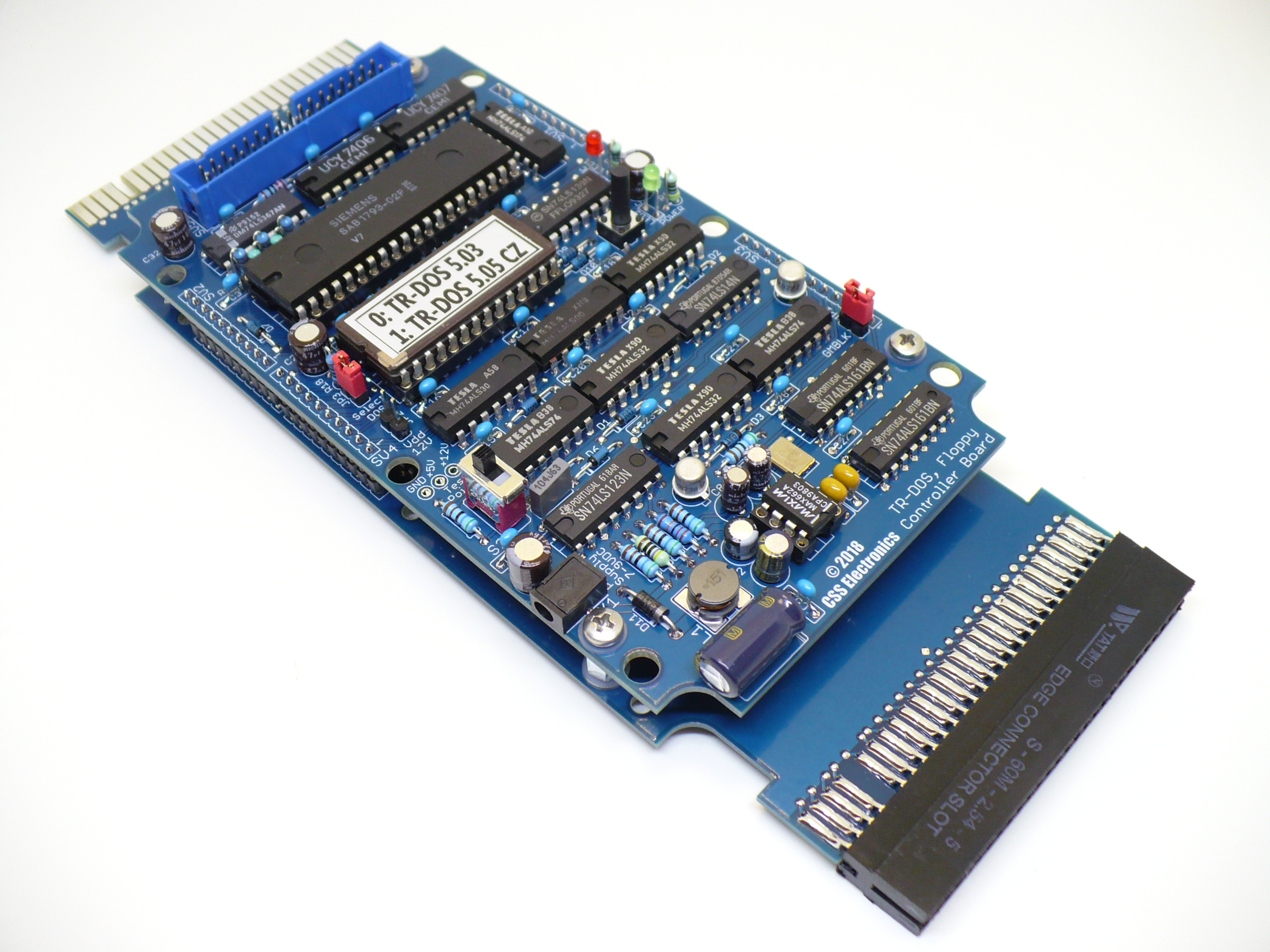
Elektronika Beta Disku 128C

Podpora Beta Disk Interface se objevila také v ISO ROM, což je upravená verze ROM pro Sinclair ZX Spectrum.

### Používané příkazy

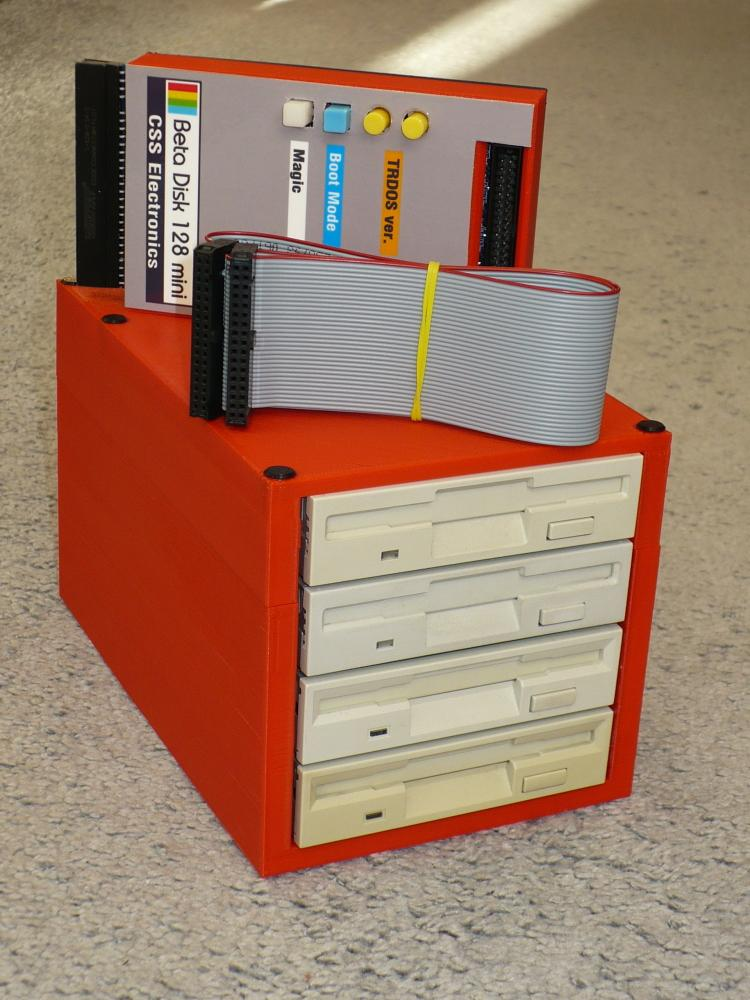
Komplet Beta Disk 128 mini z roku 2021

- LOAD, SAVE, VERIFY, MERGE - stejná syntaxe jako u příkazů pro nahrávání z magnetofonu, nefunguje vyhodnocování výrazu VAL "číslo",
- CAT - katalog disku,
- LIST - podrobný katalog disku,
- CAT #m, LIST #m - výpis katalogu na linku m,
- CAT "B:", LIST "C:" - katalog zvolené mechaniky,
- CAT #m, "D:", LIST #m, "B:" - výpis katalogu zvolené mechaniky na linku m,
- ERASE "nazev", ERASE "nazev" CODE, ERASE "nazev" DATA, ERASE "nazev"# - smazání souboru zadaného názvu,
- ERASE "*" - smazání celého disku,
- 40 - nastavení TR-DOSu pro práci 40stopou mechanikou,
- 80 - nastavení TR-DOSu pro práci 80stopou mechanikou,
- *"A:", *"B:", *"C:", *"D:" - nastavení aktivní mechaniky,
- RUN - nahrání souboru a jeho spuštění (program v Basicu je spuštěn od prvního řádku, blok typu CODE je spuštěn od počáteční adresy),
- NEW "nazev" - nastavení jména diskety,
- NEW "novy_nazev","stary_nazev", NEW "novy_nazev","stary_nazev" CODE, NEW "novy_nazev","stary_nazev"# - přejmenování souboru (příkaz pracuje pouze s mechanikou nastavenou jako aktivní),
- FORMAT "nazev disku" - formátování diskety (pokud je první znak názvu $, bude disketa naformátovaná jednostranně),
- COPY "A:nazev","B:nazev", COPY "A:nazev","B:nazev" CODE, COPY "A:nazev","B:nazev" DATA, COPY "A:nazev","B:nazev"# - kopírování souboru z mechaniky B na mechaniku A,
- COPY s "A:nazev", COPY "A:nazev" CODE - kopírování souborů na jedné mechanice,Řadič Beta Disk 128 mini z roku 2021
- COPY b

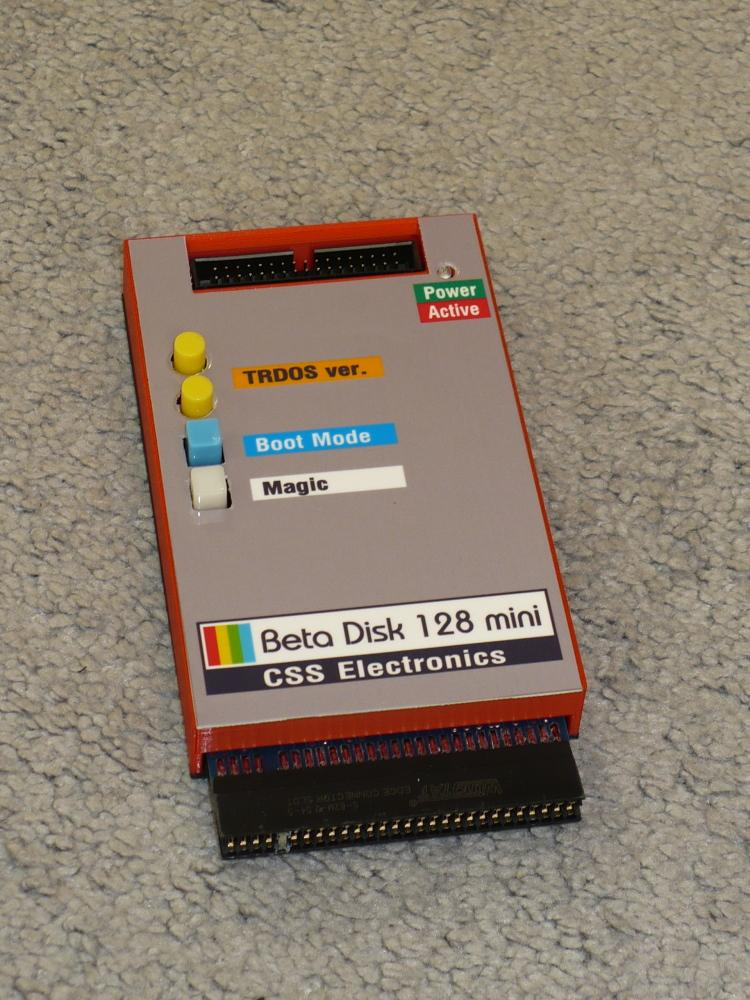
Řadič Beta Disk 128 mini z roku 2021

- COPY "B:*", "A:*" - zkopírování všech souborů z mechaniky A: do mechaniky B:,
- MOVE, MOVE "A:", MOVE "B:", MOVE "C:", MOVE "D:" - defragmentace diskety, po provedení příkazu už není možné obnovit smazané soubory,
- GO TO "nazev" CODE - nahrání a spuštění snapshotu,
- PEEK "nazev" adresa, sektor - nahrání požadovaného sektoru zvoleného souboru do paměti počítače od zvolené adresy,
- POKE "nazev" adresa, sektor - uložení sektoru na disketu, opak příkazu PEEK,
- OPEN #m, "nazev",W - otevření sekvenčního souboru pro zápis,
- OPEN #m, "nazev",R - otevření sekvenčního souboru pro čtení,
- OPEN #m, "nazev" RND,delka_zaznamu - otevření souboru s náhodným přístupem s definovanou délkou jednotlivých záznamů,
- CLOSE #m - zavření sekvenčního souboru nebo souboru s náhodným přístupem,
- RETURN - návrat z prostředí DOSu do Sinclair BASICu.

Pro čtení ze sekvenčních souborů a zápis do sekvenčních souborů se používají běžné příkazy PRINT #m a INPUT #m. Pro zápis do souboru s náhodným přístupem je nutné použít příkaz PRINT ve tvaru PRINT #m; cislo_zaznamu, promenna. Analogicky pro čtení ze souboru s náhodným přístupem je nutné použít příkaz INPUT ve tvaru INPUT #m; (cislo_zaznamu), promenna.
Pokud není u příkazů LOAD, SAVE, VERIFY, MERGE a RUN určen název souboru, pracuje příkaz se souborem nazvaným boot.

## Technické informace
- čip řadiče: FD1793 (Western Digital), nebo ekvivalenty FDC1793 (SMC), M5W1793 (Mitsubishi), SAB1793 (Siemens), KR1818VG93 (Sovětský svaz), MB8877A (Fujitsu)

### Používané porty
Beta Disk Interface používá ke své činnosti porty 31, 63, 95, 127 a 255. Tyto porty jsou ovšem používány pouze pokud je Beta Disk Interface aktivní, tj. pokud je připojena ROM Beta Disk Interface místo ROM ZX Spectra. Současně je také zabráněno používat tyto porty ostatními perifériemi, pokud je zrovna využívá Beta Disk Interface. Porty mohou být tedy používány současně i jinými perifériemi.
| desítkově | šestnáctkově | význam                  |
| 31        | 1F           | registr WD1793          |
| 63        | 3F           | registr WD1793          |
| 95        | 5F           | registr WD1793          |
| 127       | 7F           | registr WD1793          |
| 255       | FF           | výběr aktivní mechaniky |

### Výroba v České republice
V letech 2018-2021 se v ČR vyráběly klony s názvy Beta Disk 128C, později Beta Disk 128X, a nakonec Beta Disk 128 mini. Výrobcem systému je spectristický fanda CSS Electronics.